# Montreal-Protokoll

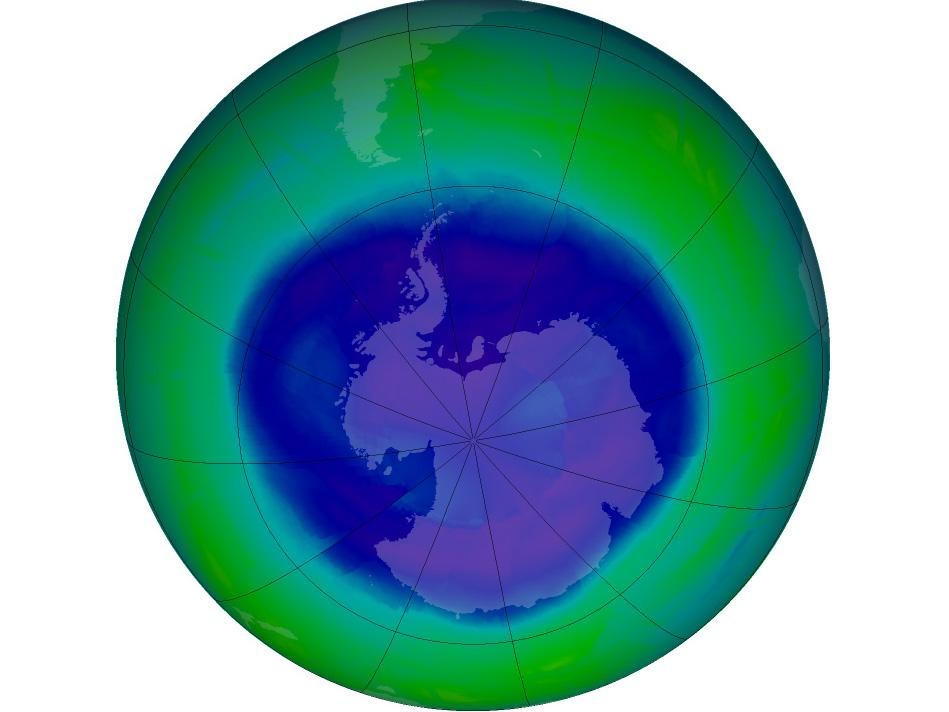
Das Ozonloch über der Antarktis, 2010

Das Montrealer Protokoll über Stoffe, die zu einem Abbau der Ozonschicht führen, ist ein multilaterales Umweltabkommen und damit ein völkerrechtlich verbindlicher Vertrag des Umweltrechts. Es wurde am 16. September 1987 von den Vertragsparteien des Wiener Übereinkommens zum Schutz der Ozonschicht angenommen und ist eine Konkretisierung dieses Übereinkommens. Es trat am 1. Januar 1989 in Kraft. Die Staaten bekennen sich im Montrealer Protokoll zu ihrer Verpflichtung, „geeignete Maßnahmen zu treffen, um die menschliche Gesundheit und die Umwelt vor schädlichen Auswirkungen zu schützen, die durch menschliche Tätigkeiten, welche die Ozonschicht verändern, wahrscheinlich verändern, verursacht werden oder wahrscheinlich verursacht werden“ (Präambel).
Mit der Ratifizierung durch Osttimor waren am 16. September 2009 das Wiener Übereinkommen und das Montreal-Protokoll die ersten Vertragswerke in der Geschichte der Vereinten Nationen, die von allen Mitgliedsstaaten ratifiziert wurden. 1994 hat die Vollversammlung der Vereinten Nationen den 16. September zum internationalen Tag für den Schutz der Ozonschicht erklärt.

## Prinzipien

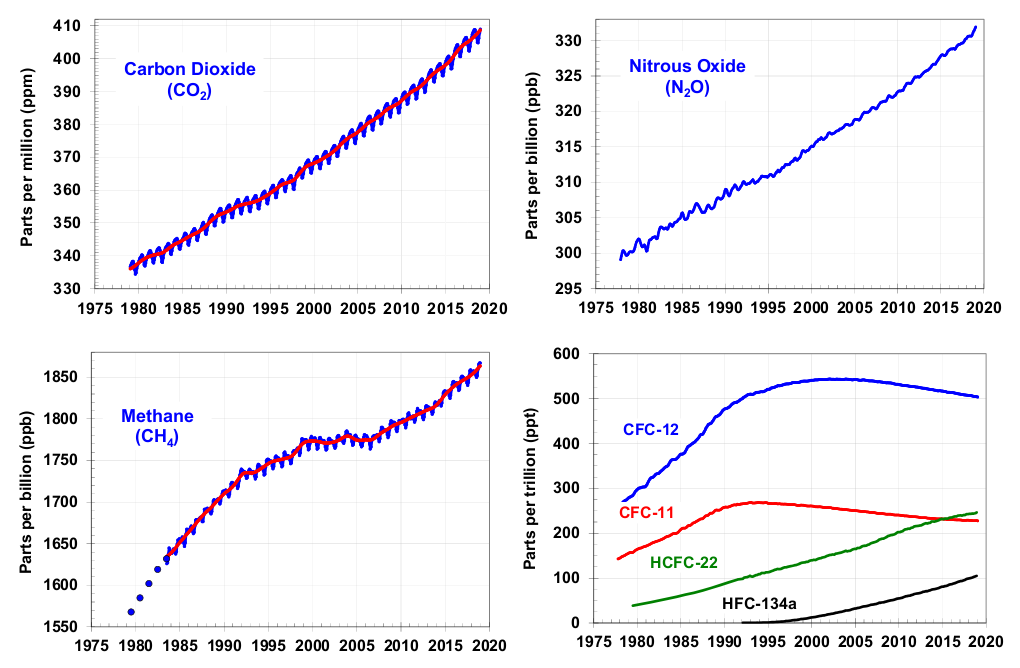
Die atmosphärische Konzentration von Lachgas stieg zwischen 1979 und 2020 stetig an (rechts oben). Das Anwachsen der FCKW/FKW-Konzentration verlangsamte sich nach 1989 (rechts unten), inzwischen ist eine langsame Abnahme eingetreten.

Das Montrealer Protokoll beruht auf dem Vorsorgeprinzip und ist ein Meilenstein im Umwelt-Völkerrecht. Die Unterzeichnerstaaten verpflichten sich zur Reduzierung und schließlich zur vollständigen Abschaffung der Emission von chlor- und bromhaltigen Chemikalien, die Ozon in der Stratosphäre zerstören.
Die geregelten Stoffe sind in fünf Anhängen erfasst und enthalten vorwiegend Halogenkohlenwasserstoffe (HKW, Markenbezeichnungen Freone, Frigene und Solkane), etwa Fluorchlorkohlenwasserstoffe (FCKW) oder bromierte Kohlenwasserstoffe (fälschlicherweise als Bromide bezeichnet). Nach wie vor nicht im Montreal-Protokoll erfasst ist Distickstoffoxid (Lachgas). Lachgas ist aufgrund der drastischen Senkung der FCKW-Emissionen nun zur bedeutendsten Quelle ozonschädlicher Emissionen geworden. Lachgas ist zwar Gegenstand des internationalen Klimaregelwerks (Kyoto-Protokoll und Übereinkommen von Paris), gilt aber, im Kontext der Ozonschicht, nicht als gegenwärtig effektiv reguliert.
Änderungen sind vorgesehen, um auf wissenschaftliche Erkenntnisse und technologische Fortschritte eingehen zu können. Für Entwicklungsländer gelten großzügigere Fristen bei der Reduktion der Stoffe, um ihre „grundlegenden nationalen Bedürfnisse zu decken“ (Artikel 5). Es ist ungewöhnlich für einen völkerrechtlichen Vertrag und bedeutet einen starken Regelungsmechanismus, dass diese Listen mit Zweidrittelmehrheit geändert werden können, also ein Staat auch gegen seinen Willen eine völkerrechtliche Verpflichtung auferlegt bekommen kann.
Die Staaten haben vereinbart, in der Forschung über die Mechanismen des Ozonabbaus zusammenzuarbeiten. Sie sind außerdem verpflichtet, Technologien unter „gerechten und möglichst günstigen Bedingungen“ (Artikel 10) an Entwicklungsländer weiterzugeben, insbesondere umweltverträgliche Ersatzprodukte für die geregelten Stoffe.
Neben den starken und verbindlichen Maßnahmen hat zum Erfolg des Protokolls auch die solide Finanzierung über einen multilateralen Fonds (MLF) beigetragen, der Entwicklungsländer bei der Erfüllung ihrer Vertragspflichten unterstützen soll. Bis 1999 hatten Industrieländer 847 Millionen US$ in den multilateralen Fonds eingezahlt. Die vier multilateralen Organisationen Weltbank, UNDP, UNIDO und UNEP unterstützen die Entwicklungsländer mit den Geldern des MLF in der Umsetzung und Durchsetzung der Bestimmungen des Montrealer Protokolls. Zusätzlich können Industriestaaten 20 % ihrer finanziellen Beiträge durch eigene Durchführungsorganisationen zur Unterstützung der Entwicklungsländer verwenden. Das Proklima Programm der deutschen GTZ führt im Auftrag des Bundesministeriums für Wirtschaftliche Zusammenarbeit und Entwicklung in über 40 Ländern Projekte zur Substitution ozonzerstörender Substanzen durch.
Im Ergebnis erwies sich die Umstellung auf Ersatzchemikalien und -prozesse als deutlich weniger aufwändig als von vielen befürchtet.

## Institutionen

Institutionen des Wiener Übereinkommens und Montreal-Protokolls (Auszug)

Die Mitgliedstaaten des Wiener Übereinkommens und des Montreal-Protokolls treffen sich meist jährlich zur Vertragsstaatenkonferenz (Conference of the Parties, kurz COP) und zur Tagung der Vertragsparteien des Montreal-Protokolls (Meetings of the Parties, kurz MOP). Es gibt ein gemeinsames Sekretariat zu Übereinkommen und Protokoll, das so genannte „Ozon-Sekretariat“, mit Sitz beim Umweltprogramm der Vereinten Nationen (UNEP) in Nairobi, Kenia. Zu seinen Aufgaben gehört es u. a., den Mitgliedstaaten anlässlich ihrer Treffen über die Umsetzung des Abkommens zu berichten.
Ein weiteres Sekretariat mit Sitz in Montreal, Kanada, ist für den Multilateralen Fonds (MLF) zuständig und arbeitet einem Exekutivkomitee (ExCom) zu, das aus sieben Vertretern der Entwicklungs- und sieben der Industrieländer besteht. Das ExCom entscheidet über die Finanzierung von Projekten. Weltbank, UNDP, UNIDO und UNEP unterstützen die Entwicklungsländer mit den Geldern des MLF in der Umsetzung und Durchsetzung der Bestimmungen des Montrealer Protokolls.
Drei Gruppen („Assessment Panels“) beraten die Mitgliedstaaten des Protokolls zu den Themen Wissenschaft, Umweltwirkungen sowie Technologie und Wirtschaft. Eine ständige, unbefristete Arbeitsgruppe ist zwischen den Treffen der Mitgliedstaaten aktiv und führt Diskussionen fort. Ein Umsetzungskomitee („Implementation Committee“, ImpCom) wacht über die Einhaltung der Vereinbarung.

## Überwachung
Vertragsstaaten müssen gemäß Artikel 7 des Protokolls dem Ozon-Sekretariat einen jährlichen Bericht über hergestellte, importierte und exportierte Mengen ozonzerstörender Substanzen vorlegen. Von der hergestellten Menge werden die Mengen abgezogen, die als Ausgangsmaterial für die Herstellung anderer Stoffe dienten oder die vernichtet wurden. Auch diese Mengen müssen in den Berichten aufgeführt werden. Das Sekretariat erstellt aus den berichteten Daten seinerseits Berichte für das ImpCom und Nicht-Einhaltungsverfahren, für das Treffen der Mitglieder und für die Öffentlichkeit. Es gibt kein formales Verfahren, mit dem die Korrektheit der berichteten Daten geprüft wird. In der Vergangenheit wurden Berichte durch die Vertragsstaaten oft verspätet eingereicht und es gab Unklarheiten zu Datenkategorien. In den Fällen, in denen Regierungen finanzielle Unterstützung durch UNEP, UNDP, UNIDO oder die Weltbank für den Ausstieg aus Produktion und Nutzung geregelter Substanzen erhalten, gibt es auch eine gemeinsame Berichterstellung und damit auch eine gewisse externe Kontrolle.
Wissenschaftliche Messungen der Zusammensetzung der Atmosphäre liefern Daten über die Gesamtmengen ozonzerstörender Substanzen und deren Veränderungen, lassen jedoch in der Regel kaum Rückschlüsse auf Emittenten zu. Beispielsweise werden durch Messstationen des Advanced Global Atmospheric Gases Experiment kontinuierlich Luftproben entnommen und analysiert. Stationen des Messnetzwerkes befinden sich in Australien und Ozeanien, Ostasien, Westeuropa und Skandinavien, in der Karibik, Kalifornien und in Afrika.
2018 wurde festgestellt, dass in der Volksrepublik China das Verbot von CFC-11 in großem Maßstab nicht eingehalten wird. Eine andere Studie fand heraus, dass in der Shandong-Provinz in China weiterhin Tetrachlormethan emittiert wird.

## Durchsetzung
Das ImpCom, in dem je zwei Staaten aus den fünf Regionen der Vereinten Nationen vertreten sind, kommt in der Regel zweimal im Jahr zusammen. Auf Basis der Berichte des Ozon-Sekretariats werden Überschreitungen der zulässigen Herstellungs- oder Verbrauchsmengen untersucht. Wenn es keinen Grund für die Überschreitung gibt, der im Einklang mit dem Protokoll steht, wird der betreffende Vertragsstaat aufgefordert, einen Maßnahmenplan zu erstellen. Das Treffen der Mitglieder muss den Maßnahmenplan annehmen. Das ImpCom überwacht die Einhaltung des Maßnahmenplans und legt, falls Richtgrößen nicht eingehalten werden, dem Treffen der Mitglieder nächste Schritte zur Entscheidung vor.
Wichtiges Sanktionsinstrument bei Nichteinhaltung des Protokolls ist die Einschränkung des Handels mit Produkten, die geregelte Substanzen enthalten oder mit solchen Substanzen hergestellt werden. Dazu können zum Beispiel Kühlschränke, Klimaanlagen oder Elektronikbauteile gehören. In der Praxis musste bis 2003 dieses Sanktionsmittel nie eingesetzt werden, weil schon die Drohung damit ausreichte, Staaten zur Einhaltung des Protokolls zu bewegen.
Eine weitere Durchsetzungsmöglichkeit bietet der Multilaterale Fonds. Das ExCom, das über Leistungen aus dem Fonds entscheidet, arbeitet eng mit dem ImpCom zusammen. Die vier Institutionen, die bei Leistungen aus dem Fonds an Vertragsstaaten in der Umsetzung beteiligt sind (UNEP, UNDP, UNIDO und Weltbank), tragen mit ihrer Arbeit zur Überwachung und Einhaltung bei.

## Nebeneffekt Klimaschutz
Auch wenn es ursprünglich nicht dem Klimaschutz dienen sollte, hat das Montreal-Protokoll, gemessen in CO2-Äquivalenten, mehr Emissionen vermieden als das Kyoto-Protokoll. FCKW sind hochwirksame Treibhausgase. Wären ihre Emissionen weiter so gewachsen wie bis Mitte der 1980er Jahre, hätten sie signifikant zur globalen Erwärmung beigetragen.
Infolge des Protokolls ersetzten Fluorkohlenwasserstoffe (H-FKW) zunehmend FCKW als Kühlmittel. H-FKW schädigen zwar nicht die Ozonschicht, sind aber ebenfalls besonders klimaschädliche Treibhausgase. Alternativen für nahezu jede Anwendung und jede Nutztemperatur, die nicht so klimaschädlich waren, bestanden mit niederkettigen Kohlenwasserstoffen, CO2 oder Ammoniak seit jeher, doch kamen synthetische, ozonunschädliche Substanzen erst allmählich ab den 1990er Jahren auf den Markt. Der durch die Reduktion der FCKW-Emissionen unbeabsichtigte Klimaschutzeffekt wurde weitgehend durch die ebenfalls klimaschädlichen H-FKW zunichtegemacht.
Im Oktober 2016 nahmen die Vertragsstaaten die Kigali-Änderungen an. Darin wird das Montreal-Abkommen substantiell erweitert mit dem Ziel, die Verwendung von H-FKWs bis 2047 auf 15–20 % des Basiswertes zu reduzieren. Je nachdem zu welcher Ländergruppe ein Land zählt, setzt sich dieser Wert zusammen aus Emissionen von FCKW und H-FCKW. Für A2-Länder der Gruppe 1 (Industrieländer exkl. Gruppe 2 Ländern) entspricht dieser Wert 15 % der H-FCKW-Emissionen und 2,8 % der FCKW-Emissionen von 1989. Für A2-Länder der Gruppe 2 (USA und Kanada etc.) entspricht er 25 % der H-FCKW-Emissionen und 2,8 % der FCKW-Emissionen ebenfalls von 1989. Basisjahr und Referenzemissionen für A5-Länder der Gruppe 1 und wurden gemeinsam auf die Jahre 2009–2010 bezogen, wobei die Referenzemission auf 65 % der H-FCKW-Emissionen festgelegt wurde. Weitere Unterschiede ergeben sich durch die festgelegten Quoten, die bis in das Jahr 2047 auf 80 % (A5-Länder der Gruppe 1) bzw. 85 % (alle restlichen Länder) reduziert werden. Der Verlauf der dabei pro Ländergruppe festgelegten Reduktionsziele ist in dem Bericht Climate Benefits of a Rapid Global HFC Phase-Out in Tabelle 1 beschrieben. Die Industriestaaten verpflichteten sich, mit der Reduktion 2019 zu beginnen und bis 2036 eine Verringerung um 85 % erreicht zu haben, für Entwicklungsländer wurden differenzierte Reduktionsziele um 80 % oder 85 % zwischen 2024 und 2047 festgeschrieben.
Ultraviolette Strahlung kann auch Pflanzen schädigen und ihre Photosynthese beeinträchtigen, im Rahmen derer sie der Atmosphäre CO2 entziehen. Indem das Montreal-Protokoll durch den Schutz der Ozonschicht ultraviolette Strahlung vermeidet, schützt es die Funktionsfähigkeit der pflanzlichen Kohlenstoffsenke. Eine 2021 veröffentlichte Arbeit schätzte, dass in Szenarien ohne das Protokoll Ende des 21. Jahrhunderts 325–690 Mrd. t weniger Kohlenstoff in Pflanzen und Böden gespeichert sein würden – was einem zusätzlichen Temperaturanstieg von 0,5–1,0 °C entsprechen könnte.

## Änderungen
Als die Verhandlungen über das Wiener Übereinkommen begannen, gab es noch erhebliche Unsicherheiten über die genauen Umweltwirkungen verschiedener Stoffe und über die Kosten, die ihr stufenweises Nutzungsende verursachen würde. Ersatz war in vielen Fällen noch nicht verfügbar. Der Aufbau der Vereinbarungen in Form einer Rahmenkonvention und eines leicht anpassbaren Protokolls erlaubte es, das Abkommen mit zunehmendem Wissen anzupassen und auszubauen – diese Struktur war Vorbild für weitere internationale Umweltabkommen.
Darüber hinaus sieht das Montreal-Protokoll selbst zwei Mechanismen vor, mit denen es vergleichsweise einfach modifiziert werden kann:
Amendments (Änderungen)
Amendments sind der weitertragende Mechanismus, sie ändern den Text des Montreal-Protokolls und müssen mit einer Zweidrittelmehrheit verabschiedet und anschließend von den Mitgliedstaaten ratifiziert werden. Inzwischen wurden die Kontrollvorschriften durch die sechs Änderungsprotokolle von London (1990), Kopenhagen (1992), Wien (1995), Montreal (1997), Peking (1999) und Kigali (2016) laufend verändert und ergänzt.
Die zuletzt in Kigali (2016) beschlossenen Änderungen des „im Bewusstsein der möglichen klimatischen Auswirkungen von Emissionen dieser Stoffe“ (Präambel) vereinbarten Montreal-Protokolls gehen über den Schutz der Ozonschicht hinaus und dienen im Wesentlichen dem Ziel des Klimaschutzes. Sie wurden – neben dem Übereinkommen von Paris – als zweiter bedeutender Klimavertrag des Jahres 2016 angesehen. Die Umsetzung innerhalb der EU erfolgte durch die Verordnung 517/2014.

Adjustments (Anpassungen)
Adjustments sind eingeschränkter: Sie können nur die Schätzungen für Ozonabbaupotentiale aktualisieren oder den Rahmen, die Höhe und den Zeitplan für geregelte Stoffe anpassen. Neue Substanzen können hingegen nicht über Anpassungen in das Protokoll aufgenommen werden. Auch Anpassungen werden mit Zweidrittelmehrheit beschlossen, hingegen ist keine Ratifikation notwendig. Sechs Monate nachdem ein Mitgliedstaat über eine beschlossene Anpassung informiert wurde, wird sie für ihn bindend, auch wenn er nicht für die Anpassung stimmte – das ist ungewöhnlich für internationales Umweltrecht. Das schnellere Ende mancher Chemikalien wurde durch solche Anpassungen geregelt.
|                         | Annahme        | Inkrafttreten      | Anzahl Länder | Inhalt |
| ----------------------- | -------------- | ------------------ | ------------- | --- |
| Wiener Übereinkommen    | März 1985      | 22. September 1988 | 198           | Rahmenkonvention für Anstrengungen, die Ozonschicht zu schützem |
| Montrealer Protokoll    | September 1987 | 1. Januar 1989     | 198           | Vertrag mit dem Ziel, die Produktion, den Verbrauch und damit das atmosphärische Vorkommen von Substanzen zu verringern, die die Ozonschicht schädigen |
| Londoner Änderungen     | Juni 1990      | 8. Oktober 1992    | 197           | Aufnahme vollständig halogenierter FCKW, einiger Halone, von Tetrachlorkohlenstoff (Tetrachlormethan) und 1,1,1-Trichlorethan (Methylchloroform); neue Finanzierungsmaßnahmen – Einrichtung des Multilateralen Fonds – zur Unterstützung von Entwicklungsländern |
| Kopenhagener Änderungen | November 1992  | 14. Juni 1994      | 197           | Aufnahme von teilhalogenierten Fluorchlorkohlenwasserstoffe (H-FCKW) und Methylbromid; der in London eingeführte Multilaterale Fonds wurde dauerhaft verankert                                                                                                   |
| Montrealer Änderungen   | September 1997 | 10. November 1999  | 197           | für einige Substanzen Anpassung des Zeitplans, dem gemäß sie auslaufen sollten; Handelsrestriktionen, um den Schwarzmarkt ozonschädigender Substanzen zu bekämpfen                                                                                               |
| Pekinger Änderungen     | Dezember 1999  | 25. Februar 2002   | 197           | Aufnahme von Bromchlormethan; neue Handelsregeln für H-FCKW |
| Kigali-Änderung         | Oktober 2016   | 1. Januar 2019     | 159           | Reduzierung der Verwendung von H-FKWs bis 2047 auf 15–20 % des Basiswertes mit dem Ziel des Klimaschutzes |

1. ↑  Die Abnahme der Anzahl der Staaten um eins wurde durch die Deutsche Wiedervereinigung verursacht.